# Partido Republicano Radical Demócrata de Cataluña
El Partido Republicano Radical Demócrata de Cataluña, fundat el 1934 a Barcelona, es va dedicar a defensar els interessos del proletariat republicà. Els seus líders van incloure Pere Figueras, Gaspar Establés i José Llagostera. El 1936 es va transformar en el Partido Republicano Demócrata de Cataluña.